# Profunditat de bit en àudio

Un senyal analògic (en vermell) codificat en mostres digitals PCM de 4 bits (en blau); la profunditat de bits és de quatre, de manera que l'amplitud de cada mostra és un dels 16 valors possibles.

En l'àudio digital que utilitza modulació de codi de pols (PCM), la profunditat de bits és el nombre de bits d'informació de cada mostra i correspon directament a la resolució de cada mostra. Alguns exemples de profunditat de bits inclouen Compact Disc Digital Audio, que utilitza 16 bits per mostra, i DVD-Audio i Blu-ray Disc que poden suportar fins a 24 bits per mostra.
En les implementacions bàsiques, les variacions en la profunditat de bits afecten principalment el nivell de soroll a partir de l'error de quantificació, per tant, la relació senyal-soroll (SNR) i el rang dinàmic. Tanmateix, tècniques com ara el tramado, la conformació del soroll i el sobremostreig poden mitigar aquests efectes sense canviar la profunditat de bits. La profunditat de bits també afecta la velocitat de bits i la mida del fitxer.
La profunditat de bits és útil per descriure senyals digitals PCM. Els formats que no són PCM, com els que utilitzen compressió amb pèrdues, no tenen profunditats de bits associades.

## Representació binària
Un senyal PCM és una seqüència de mostres d'àudio digital que conté les dades que proporcionen la informació necessària per reconstruir el senyal analògic original. Cada mostra representa l'amplitud del senyal en un punt concret en el temps i les mostres estan uniformement espaiades en el temps. L'amplitud és l'única informació emmagatzemada explícitament a la mostra, i normalment s'emmagatzema com a nombre sencer o en coma flotant, codificat com a nombre binari amb un nombre fix de dígits: la profunditat de bits de la mostra, també anomenada longitud de paraula o mida de paraula.

Un nombre binari de 8 bits (149 en decimal), amb el LSB ressaltat

Avui en dia, la majoria dels formats de fitxers d'àudio i les estacions de treball d'àudio digital (DAW) admeten formats PCM amb mostres representades per números de coma flotant. Tant el format de fitxer WAV com el format de fitxer AIFF admeten representacions de coma flotant. A diferència dels nombres enters, el patró de bits dels quals és una única sèrie de bits, un nombre de coma flotant es compon de camps separats la relació matemàtica dels quals forma un nombre. L'estàndard més comú és IEEE 754 que es compon de tres camps: un bit de signe que representa si el nombre és positiu o negatiu, un exponent i una mantissa que augmenta l'exponent. La mantissa s'expressa com una fracció binària en formats de coma flotant de base IEEE.

## Quantització
La profunditat de bits limita la relació senyal-soroll (SNR) del senyal reconstruït a un nivell màxim determinat per l'error de quantificació. La profunditat de bits no té cap impacte en la resposta de freqüència, que està limitada per la freqüència de mostreig.En un ADC ideal, on l'error de quantificació es distribueix uniformement entre {\displaystyle \scriptstyle {\pm {\frac {1}{2}}}} bit menys significatiu (LSB) i quan el senyal té una distribució uniforme que cobreix tots els nivells de quantització, la relació senyal-soroll de quantificació (SQNR) es pot calcular a partir de
{\displaystyle \mathrm {SQNR} =20\log _{10}({\sqrt {1.5}}\cdot 2^{\mathrm {b} })\approx 1.76+6.02{\mathrm {b} }\;\mathrm {dB} \,\!}
Relació senyal-soroll i resolució de profunditats de bits (sense ponderar):
| # bits | SNR (àudio) | SNR (vídeo) | Diferència mínima de pas en dB (error d'arrodoniment de quantificació) | Nombre de valors possibles (per mostra) |
| ------ | ----------- | ----------- | ---------------------------------------------------------------------- | --------------------------------------- |
| 4      | 25.84 dB    | 34.31 dB    | 1.578 dB                                                               | 16                                      |
| 8      | 49,93 dB    | 58,92 dB    | 0,1948 dB                                                              | 256                                     |
| 11     | 67,99 dB    | 77.01 dB    | 0,0331 dB                                                              | 2.048                                   |
| 12     | 74.01 dB    | 83.04 dB    | 0,01806 dB                                                             | 4.096                                   |
| 16     | 98.09 dB    | 107.12 dB   | 0,00598 dB                                                             | 65.536                                  |
| 18     | 110.13 dB   | -           | 0,000420 dB                                                            | 262.144                                 |
| 20     | 122.17 dB   | -           | 0,000116 dB                                                            | 1.048.576                               |
| 24     | 146,26 dB   | -           | 0,00000871 dB                                                          | 16.777.216                              |
| 32     | 194,42 dB   | -           | 4.52669337E−8 dB                                                       | 4.294.967.296                           |
| 48     | 290,75 dB   | -           | 1.03295150E−12 dB                                                      | 281.474.976.710.656                     |
| 64     | 387,08 dB   | -           | 2.09836488E−17 dB                                                      | 18.446.744.073.709.551.616              |